# Calimete
Calimete est une ville et une municipalité de Cuba dans la province de Matanzas.

## Géographie

### Situation
Calimete se trouve dans la partie occidentale de l'île de Cuba, vers le sud-est de la province de Matanzas, 
à 180 km sud-est de La Havane, 
103 km sud-est de sa capitale de province Matanzas, 
72 km au nord-ouest de Cienfuegos (province de Cienfuegos) et 
61 km nord-nord-est de Playa Larga (baie des Cochons).

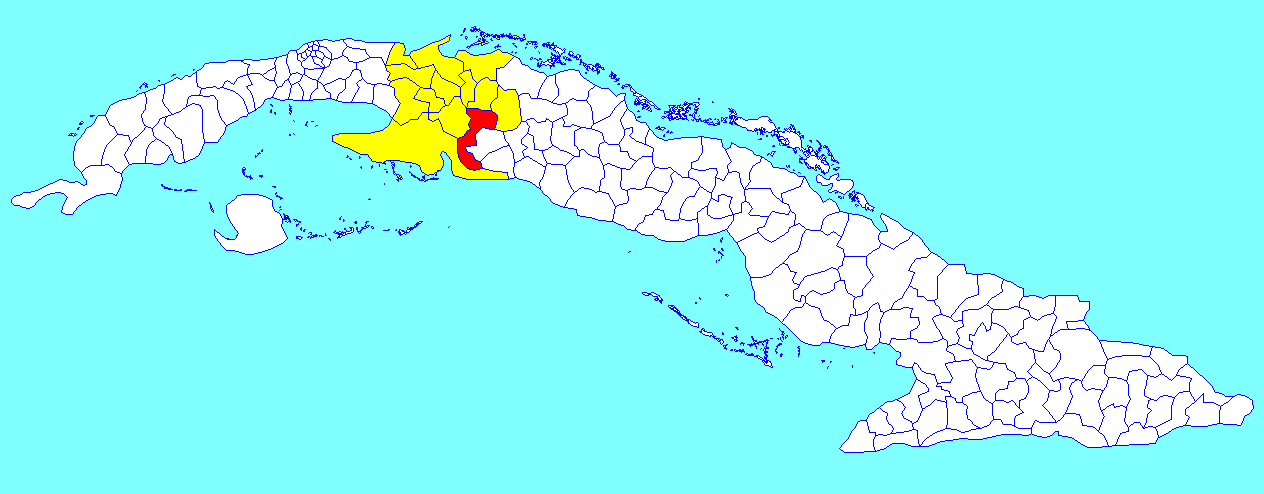
Municipalité de Calimete dans la province de Matanzas

### Divisions administratives
Calimete a six consejos populares :
- Calimete
- Amarillas
- Céspedes - Jesús Rabí
- 6 de Agosto
- Reynold García
- Manguito

## Population
En 2022 la population de la municipalité est estimée à 27 210 habitants. Pour une surface de 958,2 km2, la densité est de 28,4 habitants/km².

## Histoire
Elle est devenue une municipalité lors de la réorganisation des divisions administratives de 1976.